# Ana Estrada
Pour les articles homonymes, voir Estrada et Ugarte.
Estrada  Ugarte est un nom espagnol. Le premier nom de famille, en général paternel, est Estrada ; le second, en général maternel, souvent omis, est Ugarte.
Ana Milagros Estrada Ugarte, née le 20 novembre 1976 à Lima (Pérou) où elle meurt le 21 avril 2024, est une psychologue péruvienne et une militante de l'euthanasie. Elle est la première personne à demander à l'État péruvien son droit de mourir dans la dignité quand elle le souhaite, obtenant une décision favorable du pouvoir judiciaire le 22 février 2021.

## Biographie
À l'âge de quatorze ans, les médecins lui ont diagnostiqué une polymyosite, un type de myopathie chronique inflammatoire et dégénérative. Néanmoins, elle a pu terminer ses études universitaires à l'université pontificale catholique du Pérou et exercer la profession de psychologue. À l'âge de 20 ans, elle a commencé à se déplacer en fauteuil roulant.
En 2015, sa situation clinique s'est compliquée et elle a dû être admise en soins intensifs à l'hôpital Rebagliati pendant six mois en raison d'une pneumonie. Ses muscles de la gorge ont lâché et elle a dû subir une trachéotomie et une gastrostomie. Son état dégénératif la rendait dépendante de soins permanents et elle passait plus de 20 heures par jour alitée, ce qui la plongeait dans une grave dépression,.

### Demande de suicide assisté
En 2019, Ana Estrada a adressé une pétition à l'État péruvien pour qu'il lui permette d'avoir accès à une mort assistée. En janvier, elle a ouvert le blog « Ana busca la muerte digna » (Ana cherche une mort digne) et en septembre, elle a lancé une campagne via Change.org. Au Pérou, l'euthanasie est un crime défini à l'article 112 du Code pénal comme un « meurtre par compassion » et passible d'une peine pouvant aller jusqu'à trois ans de prison. Dans sa lutte, seul le bureau du médiateur (le Défenseur du Peuple) a soutenu sa demande devant la justice péruvienne. En février 2020, l'organisme autonome a déposé un recours devant la Cour supérieure de justice de Lima contre l'Assurance sociale de santé (EsSalud), le ministère de la Santé et le ministère de la Justice et des Droits de l'homme, et pour permettre à Ana Estrada de mourir dans la dignité.
En janvier 2021, elle a comparu par vidéoconférence devant la 11e Cour constitutionnelle de la Cour supérieure de justice de Lima. En raison de l'importance de l'affaire, le juge Jorge Ramírez Niño de Guzmán a déclaré qu'il prolongerait le délai légal pour rendre une décision dans toute la mesure du possible. Le 25 février 2021, la onzième Cour constitutionnelle a déclaré que l'article 112 du Code pénal ne devait pas être appliqué dans le cas d'Ana Estrada — représentée par le Défenseur du Peuple, — et a ordonné au ministère de la Justice, au ministère de la Santé et à EsSalud de respecter cette décision.